# Sehener
Sehener, Seheneser o Sehefener (Ṣḥnr) va ser una princesa egípcia de finals de la II Dinastia. No se sap qui va ser el seu pare.

## Identitat
El nom de Sehener és difícil de llegir. Diferents estudiosos proposen diferents lectures alternatives: James Edward Quibell proposa Sehener i Seheneser, Hartwig Altenmüller per la seva banda llegeix Sehefener.
Sabem de l'existència d'aquesta princesa només per la seva estela de lloses decorades. Gairebé no se sap res de la seva vida, llevat del seu títol de princesa. No obstant això, l'estela de lloses ricament decorada podria assenyalar que Sehener era força rica i de certa importància. També es desconeix de qui era exactament la filla. L'estil de la decoració de l'estela condueix egiptòlegs com James Edward Quibell i Hartwig Altenmüller a determinar la construcció entre mitjans i finals de la II Dinastia d'Egipte.

## Títols
- Filla del Rei (Sat-nesw).[1]

## Estela de lloses
James Edward Quibell va trobar l'estela de lloses de Sehener a la cambra funerària, molt malmesa, de la mastaba 2146-E a Saqqara. Està feta de pedra calcària fina i polida i mesura 112 x 52 cm. L'escena de l’ofrena es troba al centre de la llosa i ocupa un espai de 57 x 42 cm.
Sehener hi apareix representada com una dona asseguda, porta uns cabells finament arrissat que acaba en rastes llargues i delicades. Està vestida amb un vestit ajustat que queda lligat per sobre de l'espatlla esquerra, el nus està format per un cordó en forma de nus de Tijt. La dama també porta un delicat collaret de perles. Sehener mira cap a la dreta i cap a una mena de pa o pastís sobre una taula d’ofrenes. La meitat dreta està decorat amb la disposició habitual d'ofrenes d'aliments.
Al seu torn, tota l'escena de la taula d’ofrenes està envoltada d’una àmplia llista d’emmagatzematge en forma de compartiments ben ordenats. Cada compartiment proporciona l'etiquetatge exacte de cada bé en jeroglífics, juntament amb una miniatura del propi article. A més, els nombres jeroglífics donen la quantitat de cada bé: l'estela de Sehener pot ser l'exemple més primerenc conegut en mostrar-ho.

## Tomba
La tomba de Sehener era la petita mastaba 2146-E de Saqqara. La tomba està molt danyada i la major part de l'interior va ser destruïda pels lladres de tombes. L'interior consistia en un senzill passadís que acabava en una única cambra funerària. Es creu que la cambra funerària era el lloc original d’exposició de l'estela de lloses, com era l'habitual a la II Dinastia d'Egipte.